# Cantón de Pleumartin
El cantón de Pleumartin era una división administrativa francesa, que estaba situada en el departamento de Vienne y la región de Poitou-Charentes.

## Composición
El cantón estaba formado por nueve comunas:
- Chenevelles
- Coussay-les-Bois
- La Puye
- La Roche-Posay
- Leigné-les-Bois
- Lésigny
- Mairé
- Pleumartin
- Vicq-sur-Gartempe

## Supresión del cantón de Pleumartin
En aplicación del Decreto nº 2014-264 de 27 de febrero de 2014, el cantón de Pleumartin fue suprimido el 22 de marzo de 2015 y sus 9 comunas pasaron a formar parte; ocho del nuevo cantón de Châtellerault-3 y una del nuevo cantón de Montmorillon.